# Saint-Riquier British Cemetery
Le  Saint-Riquier British Cemetery   est un cimetière militaire de la Première Guerre mondiale situé  sur le territoire de la commune de Saint-Riquier, dans le département de la Somme, au nord-ouest d'Amiens.

## Localisation
Ce cimetière est situé à l'entrée du cimetière communal, Rue Brûle.

## Histoire

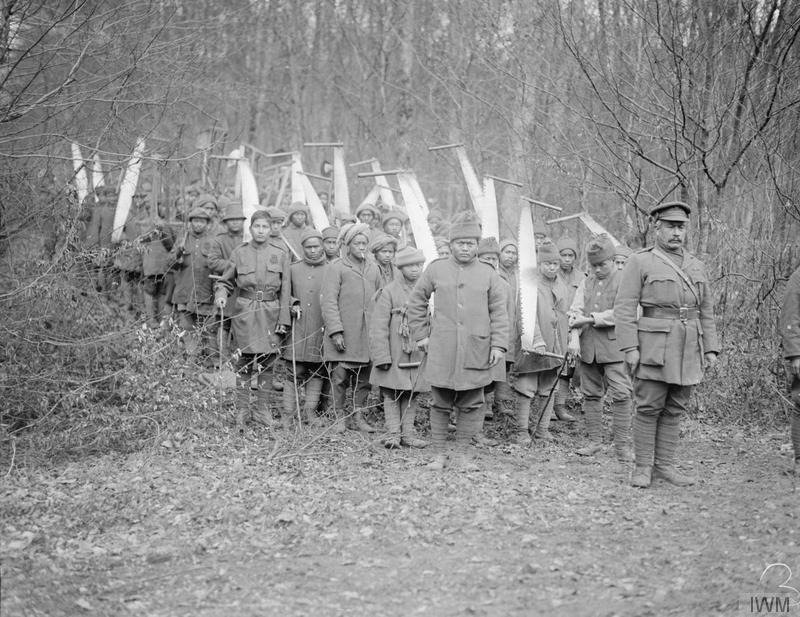
Membres du corps des travailleurs indiens occupés à des travaux de bûcheronnage en 1917.

Dès 1915, un hôpital militaire s'installe à Saint-Riquier pour soigner les blessés rapatriés par train depuis la ligne de front située à une quarantaine de kilomètres à l'est, dans la région d'Amiens.
Ce cimetière britannique de Saint-Riquier a été implanté en 1918 à l'intérieur du cimetière communal pour inhumer les soldats décédés des suites de leurs blessures.
Parmi les 40 Indiens venus des Indes Britanniques inhumés dans ce cimetière, certains faisaient partie de l'Indian Labour Corps (corps des travailleurs indiens) qui n'étaient pas combattants mais qui servaient aux travaux de réparation des routes, des voies ferrées. La plupart sont décédés de maladie.
Il y a aujourd'hui 84 sépultures de la Première Guerre mondiale et 20 de la Seconde Guerre mondiale, datant surtout de mai et juin 1940,.

## Caractéristiques
Ce cimetière présente un plan carré de 20 m de côté. Il est entouré d'un muret de pierre.

Il a été conçu par Sir William Harrison Cowlishaw.

## Sépultures
| Pays               | Sépultures de la Première guerre mondiale |
| ------------------ | ----------------------------------------- |
| Indes britanniques | 40                                        |
| Royaume-Uni        | 29                                        |
| Australie          | 11                                        |
| Canada             | 4                                         |
| Total              | 84                                        |

| Pays        | Sépultures de la Seconde Guerre mondiale |
| ----------- | ---------------------------------------- |
| Royaume-Uni | 20                                       |

## Galerie

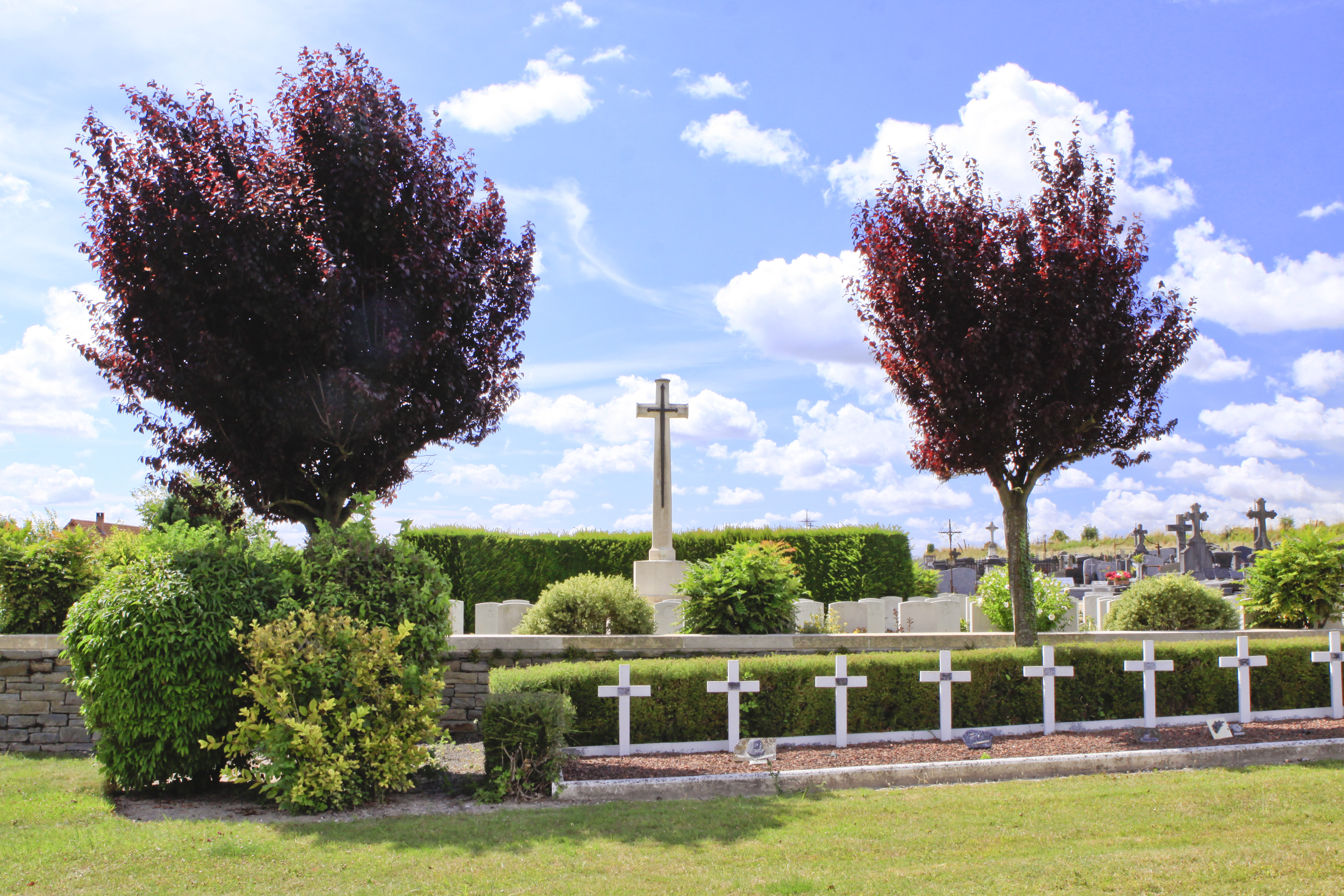
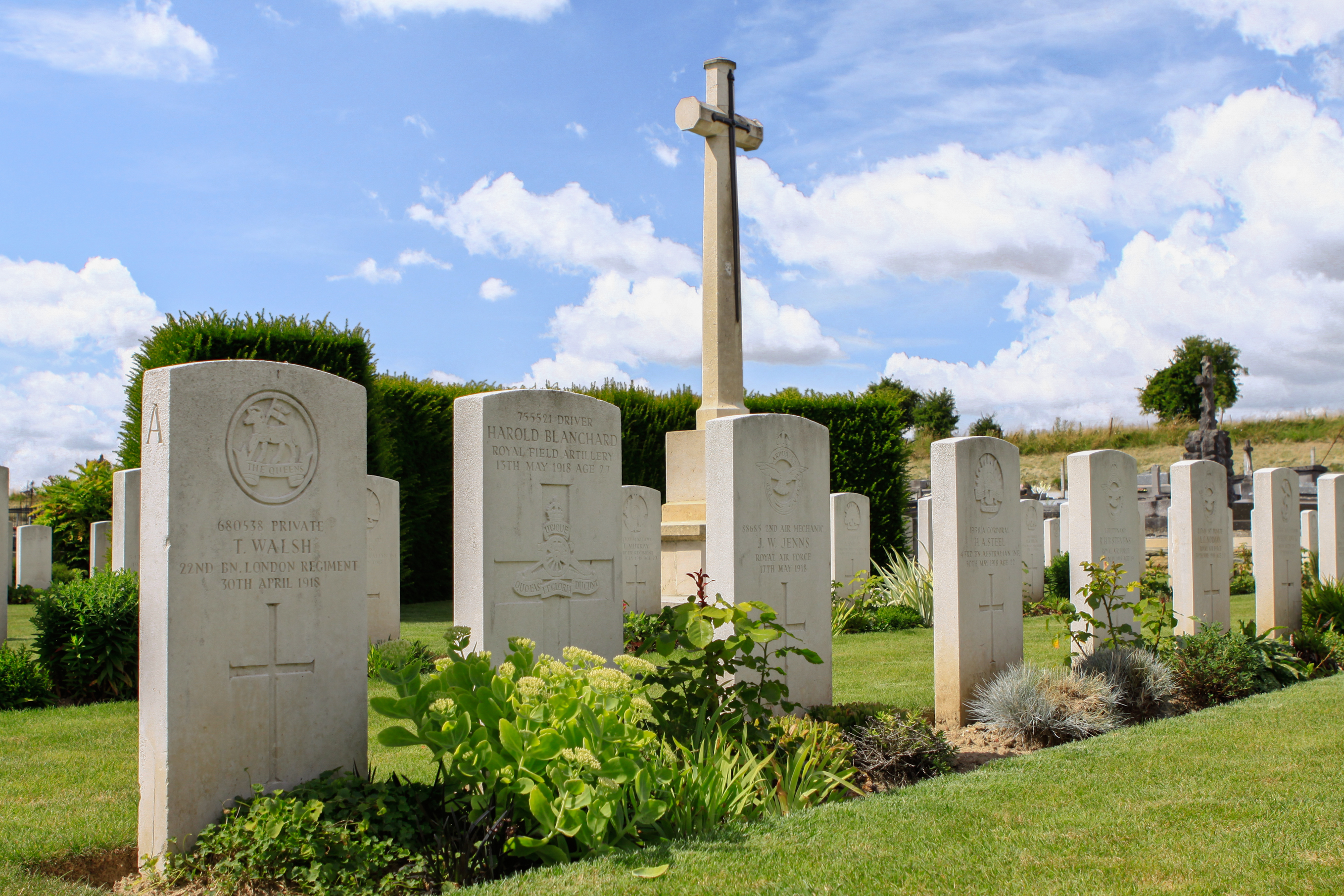
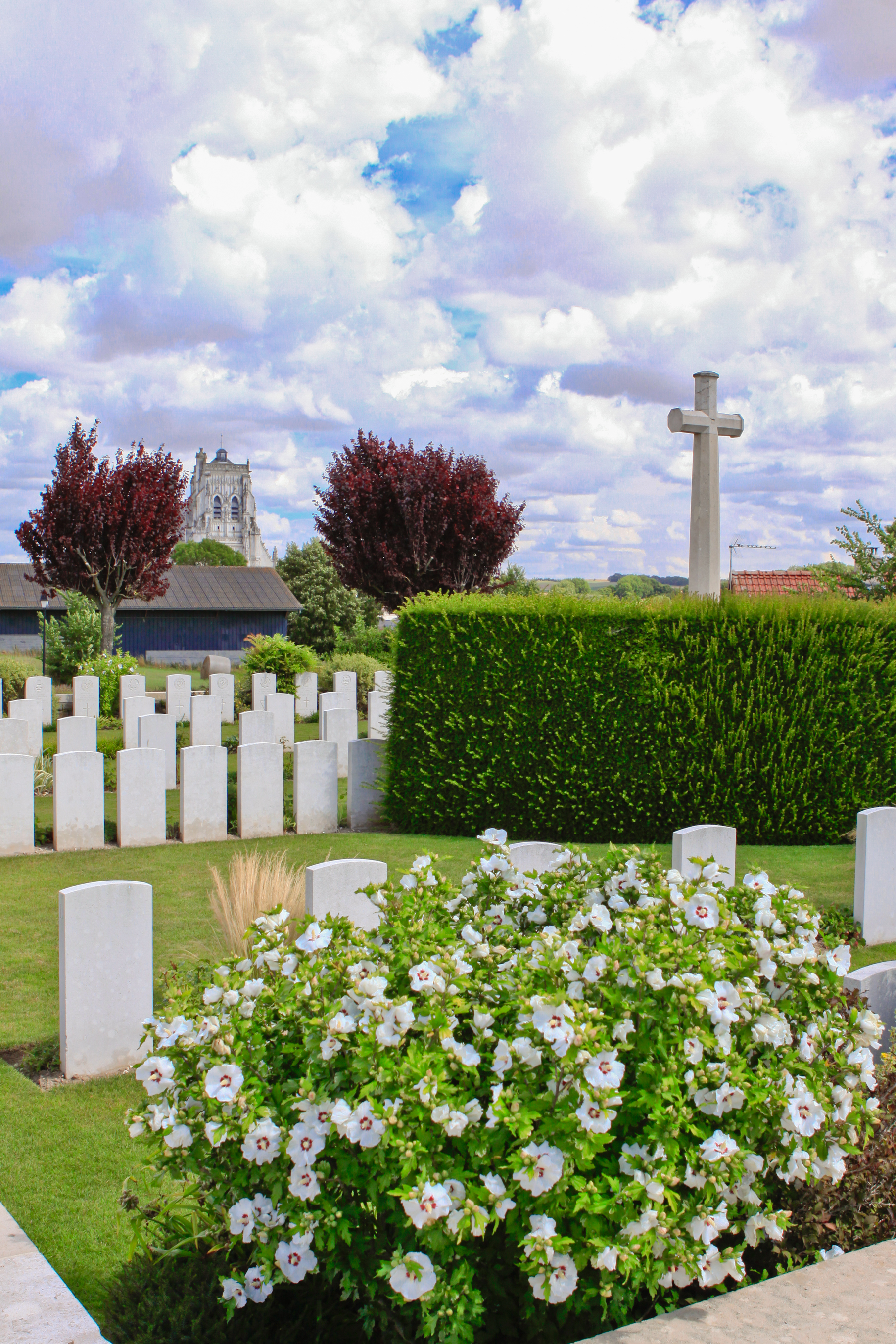
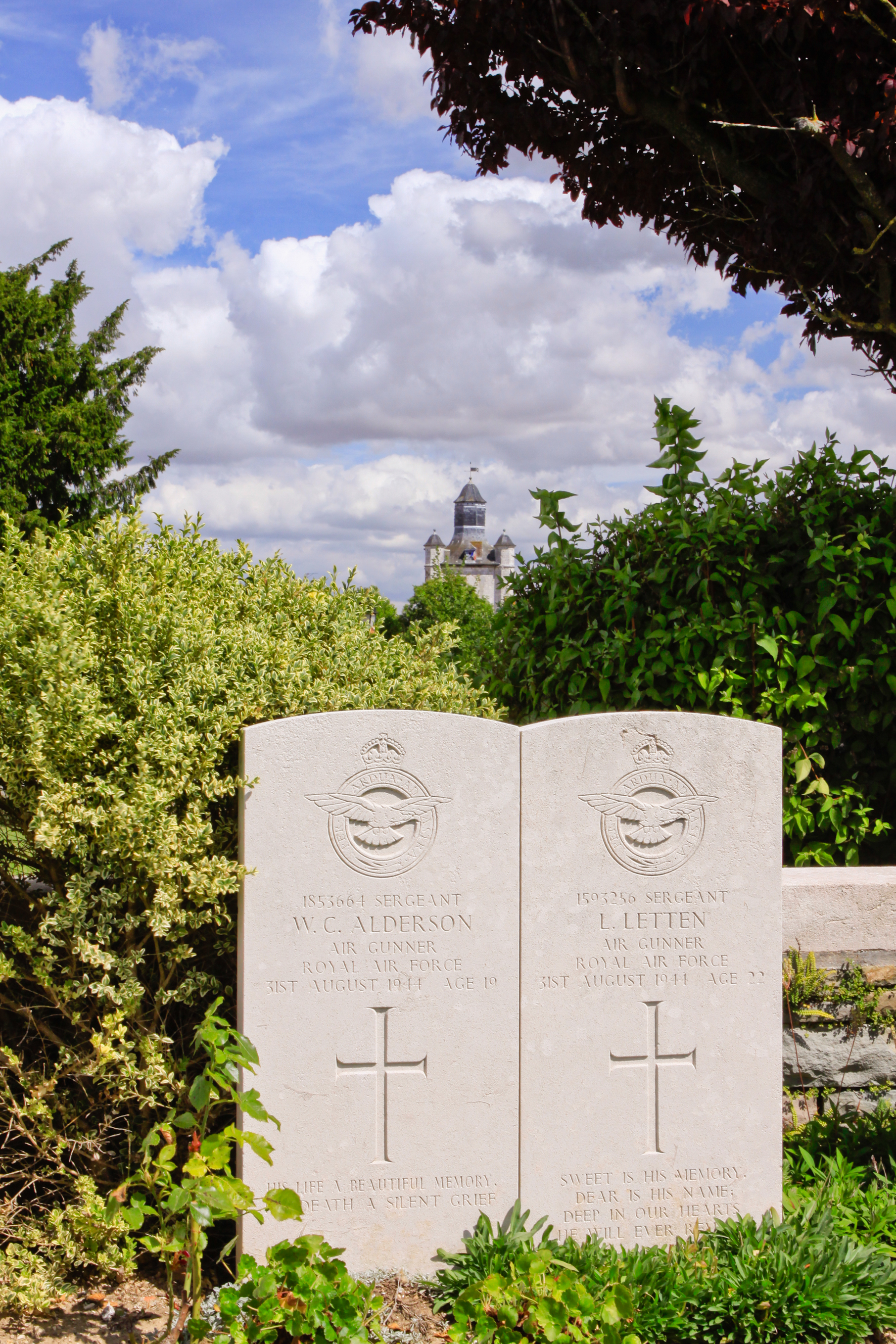
Tombes de deux pilotes de la RAF tombés le 31 août 1944.
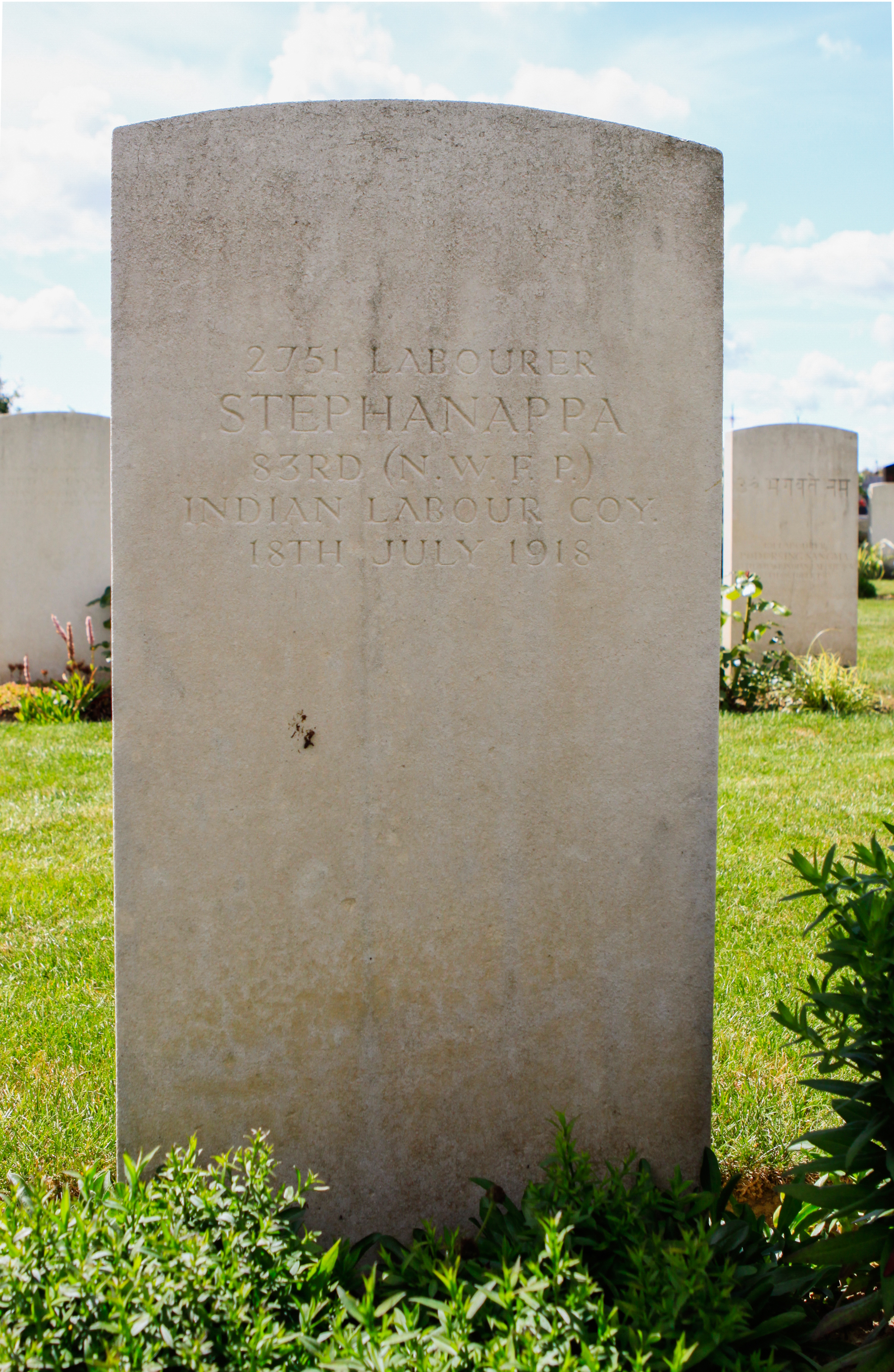
Membre du corps des travailleurs indiens.
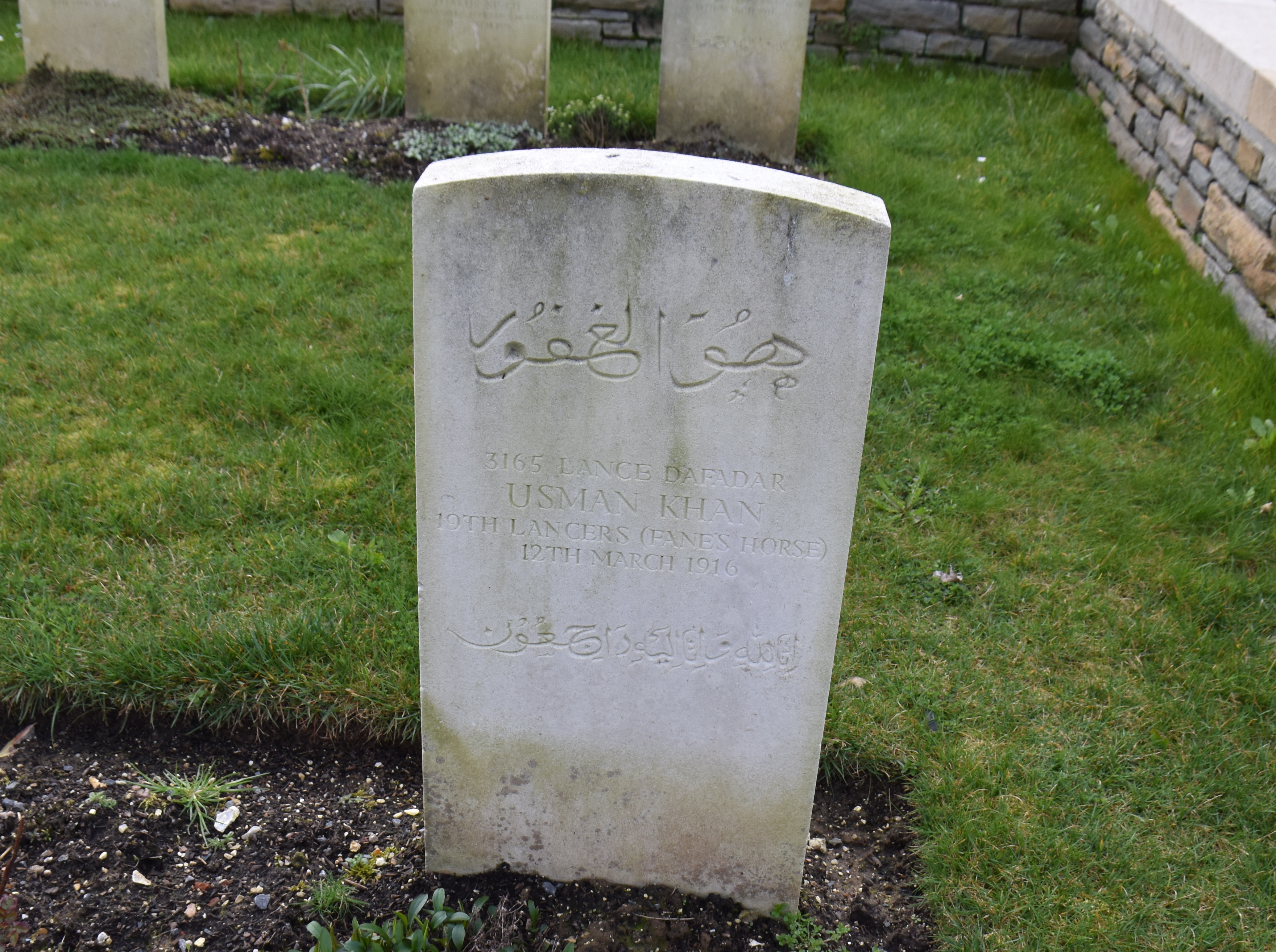
Tombe d'un soldat indien